# Cadre-47/1-Europameisterschaft 1960

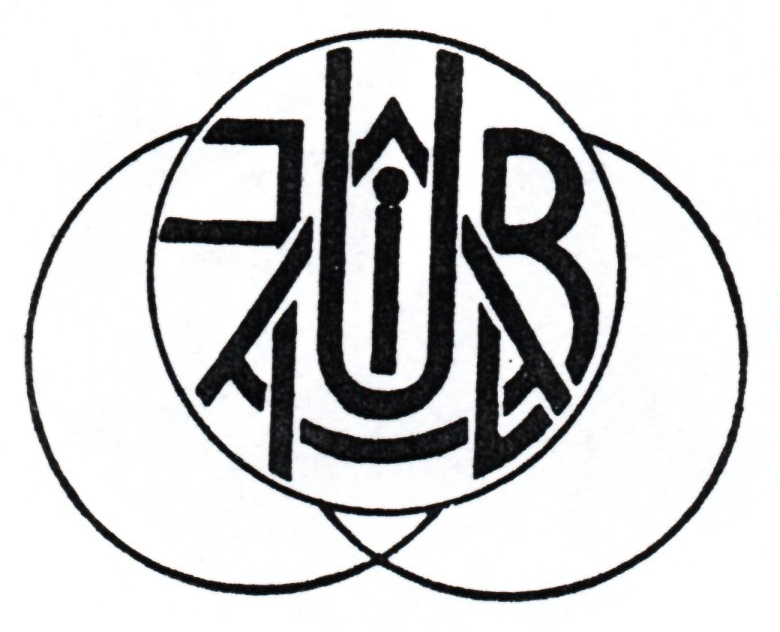
Logo UIFAB (ausrichtender Verband)

Veranstaltungsort: Lüttich

Die Cadre-47/1-Europameisterschaft 1960 war das fünfte Turnier in dieser Disziplin des Karambolagebillards und fand vom 3. bis zum 6. März 1960 in Lüttich, in der belgischen Region Wallonien statt. Es war die erste Cadre-47/1-Europameisterschaft in Belgien.

## Geschichte
Nach sieben Jahren wurde wieder eine Cadre 47/1-EM ausgetragen. Die Ergebnisse zeigten eine deutliche Verbesserung des Spiels, speziell bei den belgischen Akteuren. Es siegte ungeschlagen Emile Wafflard vor  Joseph Vervest. Wafflards Leistungen waren auch alles neue Europarekorde. Der Unterschied zu den Leistungen der aus anderen Ländern teilnehmenden Spielern war deutlich. Siegfried Spielmann, der mit 13,00 einen neuen deutschen Rekord im GD aufstellte, zeigt den Unterschied zu den Belgiern.

## Turniermodus
Es wurde im Round Robin System bis 300 Punkte gespielt. Bei MP-Gleichstand (außer bei Punktgleichstand beim Sieger) wird in folgender Reihenfolge gewertet:
1. MP = Matchpunkte
2. GD = Generaldurchschnitt
3. HS = Höchstserie

## Abschlusstabelle
| MP    | Match Points (Sieger = 2; Unentschieden = 1; Verlierer = 0) |
| Pkte. | Erzielte Karambolagen                                       |
| Aufn. | Benötigte Versuche                                          |
| GD    | Generaldurchschnitt                                         |
| BED   | Bester Einzeldurchschnitt eines Spielers                    |
| HS    | Höchstserie                                                 |
|       | Bester GD des Turniers                                      |
|       | Bester ED des Turniers                                      |
|       | Beste HS des Turniers                                       |
|       | 1. Platz (Gold)                                             |
|       | 2. Platz (Silber)                                           |
|       | 3. Platz (Bronze)                                           |

| Platz                      | Name                 | MP   | Pkte. | Aufn. | GD    | BED   | HS  |
| -------------------------- | -------------------- | ---- | ----- | ----- | ----- | ----- | --- |
| 1                          | Emile Wafflard       | 14:0 | 2100  | 91    | 23,07 | 60,00 | 176 |
| 2                          | Joseph Vervest       | 10:4 | 1915  | 88    | 21,76 | 50,00 | 174 |
| 3                          | Jacques Grivaud      | 8:6  | 1677  | 160   | 10,48 | 15,78 | 103 |
| 4                          | Siegfried Spielmann  | 7:7  | 1600  | 123   | 13,00 | 16,66 | 79  |
| 5                          | Piet van de Pol      | 6:8  | 1409  | 110   | 12,80 | 20,00 | 85  |
| 6                          | José Alvarez Ossorio | 4:10 | 1637  | 176   | 9,30  | 15,78 | 80  |
| 7                          | Norbert Witte        | 4:10 | 1357  | 150   | 9,04  | 17,64 | 75  |
| 8                          | Tini Wijnen          | 3:11 | 1647  | 122   | 13,50 | 16,66 | 88  |
| Turnierdurchschnitt: 13,08 |                      |      |       |       |       |       |     |